# Мужской генитальный пирсинг

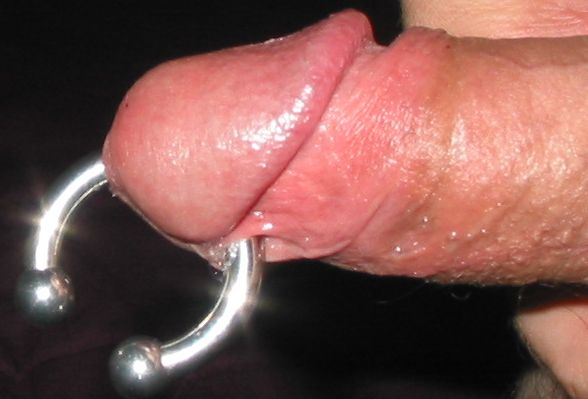
Принц Альберт

Мужской генитальный пирсинг — один из видов пирсинга половых органов у мужчин.

## Особенности
Мужской генитальный пирсинг весьма разнообразен — начиная от таких форм, как проколы крайней плоти и уздечки головки полового члена, заканчивая экстремальными проколами головки полового члена. Прокол ствола полового члена не делается — он может крайне негативно сказаться на эрекции. Также часто встречаются проколы на мошонке и коже в области гениталий.

## Разновидности
- Принц Альберт (пирсинг)